# Вилкс, Гирт Айварович
Гирт Айварович Вилкс (латыш. Ģirts Vilks; род. 12 апреля 1968, Рига) — советский гребец. Заслуженный мастер спорта СССР (1991).
Выпускник Рижского технического университета (1986).
Представлял киевское спортивное общество «Динамо». Его тренером были Ю. Родионов и И. К. Гринько.
Чемпион мира среди юношей 1986 года (Чехословакия). Участник чемпионата мира 1989 года в Югославии. В составе четвёрки был чемпионом мира на турнире 1990 года в Австралии и 1991 года в Австрии.
Участник Олимпийских игр 1992 года в Барселоне в составе Объединённой команды. В соревнованиях в четвёрке (экипаж — Досенко, Кинякин, Чуприна) занял 7 место.